# 永清公主 (明宣宗女)
永清公主（?—1433年），明朝第五任皇帝宣宗朱瞻基次女，胡皇后所生，《明史》失载，《明实录》等书记录。
胡善祥墓志铭：“越十八年薨，谥为静慈仙师，时正统八年十一月初五日也。公主二：长即顺德大长公主，归驸马石璟；次永清公主，未归卒，祔后葬玉泉山之阳。”明实录记载她于宣德八年去世，年十余岁，尚未结婚。根据《宛署杂记》，永清公主和后辈早逝、夭折公主明宪宗之女：长泰公主、仙游公主、太康公主，明世宗之女：归善公主、常安公主、思柔公主，明穆宗之女：蓬莱公主、太和公主、栖霞公主，明神宗之女仙居公主、静乐公主、云梦公主、灵丘公主、云和公主都葬在宛平县的金山。。